# Friedrich Gollwitzer
Friedrich Gollwitzer (27 avril 1889 à Bullenheim - 25 mars 1977 à Amberg) est un General der Infanterie allemand qui a servi au sein de la Heer dans la Wehrmacht pendant la Seconde Guerre mondiale.
Il a été récipiendaire de la Croix de chevalier de la Croix de fer. Cette décoration est attribuée pour récompenser un acte d'une extrême bravoure sur le champ de bataille ou un commandement militaire avec succès.

## Biographie
Gollwitzer commence sa carrière militaire le 1er août 1908 en rejoignant le 13e régiment d'infanterie (de) de l'armée bavaroise en tant que porte-drapeau.
Friedrich Gollwitzer a été capturé par les forces soviétiques en juin 1944 durant l'offensive Vitebsk-Orcha et est resté en captivité jusqu'au 6 octobre 1955.

## Décorations
- Croix de fer (1914)
  - 2e Classe (12 mars 1915)
  - 1re Classe (17 octobre 1916)
- Croix d'honneur (1er février 1935)
- Médaille de l'Anschluss
- Agrafe de la Croix de fer (1939)
  - 2e Classe
  - 1re Classe
- Médaille du Front de l'Est
- Croix allemande en Or (25 janvier 1943)
- Croix de chevalier de la Croix de fer
  - Croix de chevalier le 8 février 1943 en tant que Generalleutnant et commandant de la 88. Infanterie-Division[1]